# Idionyx yunnanensis
Idionyx yunnanensis – gatunek ważki z rodziny Synthemistidae. Znany wyłącznie z okazów typowych odłowionych w Wandingzhen w prowincji Junnan w południowych Chinach, blisko granicy z Mjanmą.